# شهرستان ساقار
شهرستان ساقار (به ترکمنی: Sakar etraby، ساقار اطرابیٛ) یک شهرستان منحل شده در استان لب آب، ترکمنستان است.
در تاریخ ۲۵ نوامبر ۲۰۱۷، این شهرستان منحل شده و اراضی آن به شهرستان صیاد واگذار شد.